# Сінтія Торторелла
Сінтія Торторелла (ісп. Cintia Tortorella; нар. 10 грудня 1976) — колишня аргентинська тенісистка.
Найвищу одиночну позицію світового рейтингу — 224 місце досягла 5 серпня 1996, парну — 185 місце — 5 серпня 1996 року.
Здобула 3 одиночні та 6 парних титулів.

## Фінали ITF
| турніри $25,000 |
| турніри $10,000 |

### Одиночний розряд: 11 (3–8)
| Результат | Ранг | Дата             | Турнір                       | Покриття | Суперниця            | Рахунок          |
| --------- | ---- | ---------------- | ---------------------------- | -------- | -------------------- | ---------------- |
| Поразка   | 1.   | 4 листопада 1991 | ITF Флоріанополіс, Бразилія  | Ґрунт    | Паола Суарес         | 3–6, 3–6         |
| Перемога  | 1.   | 3 травня 1993    | ITF Буенос-Айрес, Аргентина  | Ґрунт    | Магалі Бенітес       | 4–6, 6–1, 6–1    |
| Перемога  | 2.   | 27 вересня 1993  | ITF Ліма, Перу               | Ґрунт    | Маріана Рандруп      | 4–6, 6–2, 6–4    |
| Поразка   | 2.   | 11 жовтня 1993   | ITF Сантьяго, Чилі           | Ґрунт    | Паула Кабесас        | 3–6, 4–6         |
| Поразка   | 3.   | 1 листопада 1993 | ITF Асунсьйон, Парагвай      | Ґрунт    | Лаура Монтальво      | 3–6, 6–2, 4–6    |
| Поразка   | 4.   | 16 травня 1994   | ITF Тортоса, Іспанія         | Ґрунт    | Тан Мінь             | 6–7(5), 3–6      |
| Поразка   | 5.   | 31 жовтня 1994   | ITF Монтевідео, Уругвай      | Ґрунт    | Віржині Массар       | 7–6(3), 1–6, 2–6 |
| Поразка   | 6.   | 14 серпня 1995   | ITF Карфаген, Туніс          | Ґрунт    | Стефані Девіль       | 2–6, 5–7         |
| Поразка   | 7.   | 27 травня 1996   | ITF Буенос-Айрес, Аргентина  | Ґрунт    | Марія Фернанда Ланда | 2–6, 2–6         |
| Перемога  | 3.   | 1 червня 1997    | ITF Сан-Сальвадор, Сальвадор | Ґрунт    | Міріам Д'Агостіні    | 6–7(2), 6–4, 6–3 |
| Поразка   | 8.   | 23 червня 1997   | ITF Манаус, Бразилія         | Тверде   | Мартіна Неєдли       | 4–6, 1–6         |

### Парний розряд: 14 (6–8)
| Результат | Ранг | Дата              | Турнір                       | Покриття | Партнерка            | Суперниці                                 | Рахунок       |
| --------- | ---- | ----------------- | ---------------------------- | -------- | -------------------- | ----------------------------------------- | ------------- |
| Перемога  | 1.   | 2 вересня 1991    | ITF Сан-Паулу, Бразилія      | Ґрунт    | Марія Хосе Гайдано   | Россана де лос Ріос Ларісса Шерер         | 7–6(2), 6–4   |
| Поразка   | 1.   | 21 червня 1993    | ITF Ковілян, Португалія      | Ґрунт    | Марія Інес Араїс     | Евеліне Дюлленс Наталі Тейссен            | 1–6, 6–4, 3–6 |
| Перемога  | 2.   | 20 вересня 1993   | ITF Гуаякіль, Еквадор        | Ґрунт    | Вероніка Стеле       | Паула Кабесас Нурія Ньємес                | 6–2, 6–1      |
| Поразка   | 2.   | 22 листопада 1993 | ITF Буенос-Айрес, Аргентина  | Ґрунт    | Вероніка Стеле       | Лаура Монтальво Ванесса Маттіс            | 3–6, 6–7(5)   |
| Поразка   | 3.   | 9 травня 1994     | ITF Мульєт, Іспанія          | Ґрунт    | Маріана Рандруп      | Крістіна Торренс-Валеро Алісія Ортуньйо   | 4–6, 0–6      |
| Поразка   | 4.   | 29 серпня 1994    | ITF Маріна ді Масса, Італія  | Ґрунт    | Вероніка Стеле       | Крістіна Сальві Емануела Брузаті          | 5–7, 3–6      |
| Перемога  | 3.   | 19 вересня 1994   | ITF Пореч, Хорватія          | Ґрунт    | Вероніка Стеле       | Зузана Лешенарова Кароліна Петршикова     | 6–3, 6–2      |
| Перемога  | 4.   | 23 жовтня 1995    | ITF Буенос-Айрес, Аргентина  | Ґрунт    | Паола Суарес         | Маріана Лопес Паласіос Маріана Діас-Оліва | 6–2, 6–2      |
| Поразка   | 5.   | 6 листопада 1995  | ITF Сан-Паулу, Бразилія      | Ґрунт    | Лаура Монтальво      | Каталін Мароші Міріам Д'Агостіні          | 1–6, 6–1, 5–7 |
| Поразка   | 6.   | 20 травня 1996    | ITF Буенос-Айрес, Аргентина  | Ґрунт    | Марія Фернанда Ланда | Маріана Фаустінеллі Лорена Мартінес       | 2–6, 5–7      |
| Перемога  | 5.   | 1 червня 1997     | ITF Сан-Сальвадор, Сальвадор | Ґрунт    | Міріам Д'Агостіні    | Жаклін Розен Марія Еухенія Рохас          | 6–4, 6–0      |
| Перемога  | 6.   | 30 червня 1997    | ITF Кампінас, Бразилія       | Ґрунт    | Ларісса Шерер        | Роберта Буржаглі Жоана Кортез             | 5–7, 6–3, 6–3 |
| Поразка   | 7.   | 23 листопада 1997 | ITF Сан-Паулу, Бразилія      | Ґрунт    | Селесте Контін       | Ванесса Менга Міріам Д'Агостіні           | 1–6, 3–6      |
| Поразка   | 8.   | 30 червня 2003    | ITF Вако, США                | Тверде   | Кім Ніґґемаєр        | Аша Ролле Аланна Бродерік                 | 6–7(7), 2–6   |